# Ropica fouqueti
Ropica fouqueti là một loài bọ cánh cứng trong họ Cerambycidae.